# Cantonul Béziers-4
Cantonul Béziers-4 este un canton din arondismentul Béziers, departamentul Hérault, regiunea Languedoc-Roussillon, Franța.

## Comune
- Béziers (parțial, reședință)
- Sauvian
- Sérignan
- Valras-Plage
- Vendres